# Pagurus criniticornis
Pagurus criniticornis is een tienpotigensoort uit de familie van de Paguridae. De wetenschappelijke naam van de soort is voor het eerst geldig gepubliceerd in 1852 door Dana.